# 曹仁
曹 仁（そう じん、建寧元年（168年） - 黄初4年3月19日（223年5月6日））は、中国後漢末期から三国時代の武将。字は子孝（しこう）。豫州沛国譙県（現在の安徽省亳州市譙城区）の人。祖父は曹褒、父は曹熾、侍中・長水校尉）。
従兄は曹操。弟は曹純。子は曹泰・曹楷・曹範ら。孫は曹初（曹泰の子）。『三国志』魏志「諸夏侯曹伝」に伝がある。
騎兵を率いて各地を転戦し、後には防衛指揮官となり、晩年は大将軍・大司馬にまで昇った。

## 一族
宦官曹騰の次兄・潁川太守曹褒の孫で曹熾の子で、曹操と同族である。
1974年から1977年にかけて、安徽省亳州市譙城区（漢代の沛国譙県）の城南一帯で古墳群が発掘（曹氏公園と名づけられる）された。 調査の結果、この古墳群は曹一族の墓と判明した。それによると「大長秋曹騰、会稽曹君（曹胤）、故潁川太守曹褒、長水校尉曹熾、呉郡太守曹鼎…」と曹一族の名が記されている。

## 生涯

### 曹操軍の騎兵隊長
武勇に優れ、若いころから弓術・馬術・狩猟を好んだ。父は弟の曹純が14歳の時に亡くなったが、曹仁は曹純とは別居していたという。
豪傑が並び起った後、密かに若者1000人余りを集め、淮水・泗水（徐州のこと）で暴れ回った。その後、曹操の配下に入り、別部司馬・行厲鋒校尉となった。
193年、袁術との戦いで多くの敵兵を斬首・捕獲した。さらに、陶謙との戦いでは騎兵を率いて先鋒となり、別軍を率いて陶謙の部将である呂由を破り、彭城において本軍に合流し、そこでも大いに功績を挙げた。曹操が費・華・即墨・開陽を攻撃すると、陶謙が援軍を派遣してきたが、曹仁は再び騎兵を率いて、これを大いに破った。
194年からの呂布との戦いでは、別軍を率いて句陽を攻め落とし、呂布の部将の劉何を捕虜にした。
196年、曹操が豫州の黄巾賊を討伐し、献帝を迎えて許昌を都に置いた際、曹仁はしばしば功績を立て、広陽太守に任命された。しかし、曹操は曹仁の勇気と智略を評価していたので、広陽郡に赴任させずに、騎兵隊を統率させたまま議郎とした。
197年、宛の張繡との戦いで、曹仁は別軍を率いて近隣の県を攻撃し、男女3000人余りを捕虜にした。曹操が撤退中に張繡の追撃を受けて敗北すると軍は士気を失ったが、曹仁は指揮下の将兵を励まし、大いに奮戦した。曹操は曹仁の働きに深く感嘆し、かくて張繡を破った。
199年春2月、河内の張楊が暗殺され、その旧部下が曹操派と袁紹派に分かれて対立し、袁紹派の眭固が主導権を握り、射犬に駐屯して袁紹の軍を呼び寄せようとした。夏4月、曹仁は曹操の命令で、史渙らと共に、袁紹と合流しようとした眭固を犬城において破り、斬った。
200年、曹操と袁紹が決戦した時は、袁紹の部将の劉備が㶏強を攻撃し、多くの諸県を袁紹側に寝返らせていたため、曹操は不安になった。曹仁は曹操に対し、「劉備が指揮を執っているのは袁紹の兵、故にその運用に慣れておらず、戦えば勝てます」と主張し、曹操はこれを良しとした。曹仁は騎兵を率いて劉備を破り、離反した諸県を全て奪回して帰還した。
袁紹は部将の韓猛を使って西方の交通の遮断をしようとしたが、曹仁は鶏洛山で韓猛を大破した。このため袁紹はそれを諦めた。また、史渙らと共に袁紹の兵糧車を襲撃し、これを焼き払った。
205年、高幹の立て籠もる壷関を包囲した際、曹操は「敵は一人残らず穴埋めにせよ」と布令し、連月しても下すことができなかった。曹仁は「城を囲む時には必ず活門を示し、生きる道を開けておくものです。必ず殺す事を告げて固い城を攻めるのは、良策ではありませぬ」と諫めた。曹操がこの意見に従うと、敵は降伏した。曹仁は前後の功績により都亭侯に封じられた。

### 荊州防衛戦
208年、荊州の南郡攻防戦で曹仁は行征南将軍として江陵を守り、孫権軍の都督周瑜と戦った。周瑜が数万の兵を率いて来襲すると、曹仁は部将の牛金に300の兵を与え、周瑜軍の先鋒の6000騎の軍勢と戦わせるが、牛金は包囲された。これを見た長吏の陳矯らは青ざめたが、曹仁は激怒し、陳矯の制止を振り切って直属の勇士数十騎を引き連れて出城した。堀を渡ってそのまま敵陣に突入し、果敢に牛金を救助した後、取り残された兵がいたので再び敵陣に突入して救出した。敵軍は後退し、陳矯らは曹仁の勇敢さを「将軍は真に天人なり」と称賛し、三軍は心服した。曹操も曹仁の功績を評価し、安平亭侯に国替えした。
戦いは1年余り続き（「呉主伝」）、曹仁は周瑜に傷を負わせるなど善戦したが、結局は周瑜らに敗れ江陵を失った（「周瑜伝」）。江陵の北道を関羽が絶ち切っていたが、汝南から駆け付けた李通が関羽を攻撃し、自ら包囲に突入して曹仁を救出した（「李通伝」）。
211年3月、馬超が反乱を起こすと、曹操は曹仁を行安西将軍に任命して防御軍の指揮官とし、自身が到着するまで潼関を守備させた。7月に曹操が布陣し、9月には馬超を渭南で破った（潼関の戦い）。
河間で蘇伯と田銀が反乱を起こすと、曹仁は行驍騎将軍に任命され、七軍の指揮官としてその追討にあたった。その後、再び行征南将軍となり、仮節として樊城に駐屯し、荊州を鎮守した。
218年10月、南陽太守東里袞の過酷な軍務が原因で、宛の豪族の侯音・衛開らが謀反を起こし、関羽と連合して近県を略奪した。曹仁は龐徳ら諸軍を率いてこれを討伐し、放逐された東里袞と合流した。翌219年正月、宛城を陥落させて侯音らを処刑し、樊城に帰還した。正式に征南将軍に任命された。
関羽との荊州争奪戦では、連日の悪天豪雨によって漢水が氾濫し、樊城の外に駐屯していた龐徳は水没して関羽に斬られた。援軍の于禁ら七軍も水没し、関羽に降伏した。関羽は船を並べて水没した樊城を包囲し、曹仁の手元には数千の人馬しか残っていなかったが、満寵と共に徐晃の援軍到達まで軍規を徹底し、兵を鼓舞してよく守り、その猛攻を防ぎ切った。徐晃が外部から関羽を攻撃すると、曹仁も城から出て関羽を攻撃し、関羽を撤退させた（樊城の戦い）。

### 魏朝成立以降
220年、曹丕（文帝）が魏王につくと、使持節・車騎将軍・都督荊揚益三州諸軍事・陳侯に昇進し、2000戸の加増を受け、領邑計3500戸となった。父の曹熾にも陳穆侯が追贈され、墓守りの家が10軒つけられた。
中央では「樊城・襄陽には食糧がないので防ぐことができない」との意見が出され、曹仁は渋りつつも荊州北部を捨てて宛に撤退したが、案の定襄陽を孫権に占拠されてしまった。その後、徐晃らと共に襄陽に立て篭る呉の陳邵を破り、襄陽を奪還した。将軍の高遷に命じて、漢水南部の住民を北部に移住させるように計らった。
221年4月、文帝は曹仁を大将軍に任命し、次に臨潁に屯地を移転させて大司馬に任命した。曹仁は諸軍を率いて烏江を占拠し、引き返して合肥に駐屯した。
222年秋9月、歩兵と騎兵数万を率いて、濡須に進軍した（「呉主伝」）。この戦役は曹休らが洞口、曹真らが江陵へ同時期に進撃する大規模なものだった。
223年3月、部将の常雕や子の曹泰に別働隊の指揮を任せ、呉の濡須督だった朱桓を欺き、呉軍を分散させることに成功したが、朱桓の本隊が少ない手勢で奮戦したため攻め切れず、常雕の別働隊が先に打ち破られたため、軍を引いて撤退した（濡須口の戦い）。
同年3月19日、病死。56歳であった。忠侯と諡され、子の曹泰が後を継いだ。また、曹楷・曹範にも邑が分与され、ともに列侯となった。曹泰は鎮東将軍・仮節まで昇進した。曹泰の跡はその子の曹初が継いだ。
233年（曹叡の代）5月、魏の功臣の中で功勲が顕著な者として、曹仁は夏侯惇・程昱と共に曹操の廟庭に祭られた。功臣の合祀は度々行われたが、この三人が最初であった。

## 評価
曹仁は若い頃は乱暴者であったが、曹操に従うと過去の行為を戒めて成長し、厳格に法を遵守し、常に法と照らし合わせて信賞必罰を行なうなど、諸将の見本になったとされている。曹丕は烏桓征伐に赴いた曹彰に対し、曹仁を見習って軍令を適用するようにと手紙で忠告している。
『傅子』は、曹仁の武勇は孟賁・夏育に匹敵し、張遼はその次に位置すると評価している。
渡邉義浩は曹仁を、曹魏を支えた名将であり、夏侯氏・曹氏のなかで最も軍事的成功をおさめたと評価している。名将であるがゆえに各地の戦いを転戦したことで、演義では完全な引き立て役にされてしまったとしている。

## 三国志演義
小説『三国志演義』では、反董卓連合の際に曹操の元に曹洪と共に馳せ参じ、曹操軍の戦いで度々その名が見られる。
呂布との戦いでは、曹操の命令を受け、別軍で小沛城を攻略して守備を固め、呂布を下邳城に追い込んだ。
新野の劉備軍との戦いでは、李典の助言を悉く退け、単福（徐庶）に「八門金鎖の陣」を破られて大敗し、曹操自ら荊州に攻め入った際には曹洪と前陣を務めるが、無人の新野城に入城して諸葛亮の火計に敗れる。
南郡では周瑜と激しい攻防を繰り広げ、牛金が包囲された際は、ほぼ史実通りの顛末で呉軍を敗走させている。夷陵を奪われて情勢が危うくなると曹操の文書に記された作戦を実行し、周瑜に矢傷を負わせて呉軍を大破するが、周瑜の死の偽装に嵌まって南郡を失った。
馬超・韓遂が指揮を執る西涼軍との戦いでは、曹洪が短気なため潼関の守備に失敗すると曹操を諌め、果たして曹洪が敗北し、曹操が激怒して潼関への突撃を図ると、まず陣営を築くよう進言した。
関羽が指揮を執る荊州軍との戦いでは、満寵の意見を聞かずに苦戦したが、樊城陥落の危機には満寵の諌めで奮起し、関羽に矢傷を負わせ、徐晃の救援と呉が荊州を奪った事で盛り返し、ついには荊州軍を撃退した。
曹丕の代には呉への三方面軍のうち、濡須攻撃の指揮を執るも、遠征による疲労と地の不利で先鋒部隊の常雕が壊滅して撤退する。その後、呉蜀が再度同盟した頃には既に死去していた事が明かされる。
曹仁は物語中で曹洪と一緒に登場する機会が多く、共に弓術・馬術に熟達し、武芸百般に精通してると紹介されている。性格では強い自負心が災いし、部下の助言を聞き入れずに痛手を負うという場面が多い一方、よく踏みとどまり、西涼軍から必死に陣営を守って被害を最小に抑え、荊州軍からは樊城を守り切っている。また許昌や南郡をはじめ、重要拠点や本陣の守備を大軍と共にしばしば任されており、曹操からの厚い信頼が窺い知れる。
曹操の将軍たちが禰衡に皮肉を言われた際に、曹仁は「要銭太守（金銭を求める太守）」と貶されているが、史実で吝嗇と記述されている曹洪と取り違えている模様である。